# Municipio de Lockwood (Misuri)
El municipio de Lockwood (en inglés: Lockwood Township) es un municipio ubicado en el condado de Dade en el estado estadounidense de Misuri. En el año 2010 tenía una población de 1222 habitantes y una densidad poblacional de 15,01 personas por km².

## Geografía
El municipio de Lockwood se encuentra ubicado en las coordenadas 37°23′51″N 93°56′35″O / 37.39750, -93.94306. Según la Oficina del Censo de los Estados Unidos, el municipio tiene una superficie total de 81.4 km², de la cual 81,05 km² corresponden a tierra firme y (0,43 %) 0,35 km² es agua.

## Demografía
Según el censo de 2010, había 1222 personas residiendo en el municipio de Lockwood. La densidad de población era de 15,01 hab./km². De los 1222 habitantes, el municipio de Lockwood estaba compuesto por el 96,89 % blancos, el 0,25 % eran afroamericanos, el 0,98 % eran amerindios, el 0,65 % eran asiáticos y el 1,23 % eran de una mezcla de razas. Del total de la población el 0,98 % eran hispanos o latinos de cualquier raza.